# Tiếng Kapingamarangi
Kapingamarangi là một ngôn ngữ Polynesia được sử dụng tại Liên bang Micronesia. Có khoảng 3000 sử dụng thứ tiếng này như ngôn ngữ bản địa. Ngôn ngữ này có quan hệ gần gũi với tiếng Nukuoro.